# Алексей Комнин (дукс Диррахия)
Алексей Комнин (ср.-греч. Ἀλέξιος Κομνηνός; ок. 1077 — после 1108) — византийский военачальник, занимавший должность дукса Диррахия и принимавший участие в обороне города от итало-норманнов во главе с Боэмундом I из княжества Антиохия. Представитель правящей династии Комнинов, племянник императора Алексея I.

## Биография
Детали о жизни Алексея содержатся в сочинении его двоюродной сестры Анны, «Алексиаде». Он родился около 1077 года в семье севастократора Исаака Комнина. Алексей был его вторым сыном и третьим ребёнком в семье. После него в семье родились ещё два сына (Константин и Адриан) и три дочери. Мать Алексея звали Ирина Аланская, она была грузинкой по происхождению. Исаак Комнин был старшим братом будущего императора Алексея I Комнина. Когда Алексей I пришёл к власти, его племянники стали носить титул севаст как близкие родственники правителя империи.
О ранней жизни Алексея ровным счётом ничего неизвестно кроме того, что он впервые занял свой публичный пост в 19 лет. Около 1094 года он женился на некой Зое, чьё происхождение не проясняется в источниках. Впервые Алексей появляется в сочинении Анны в 1106 году, когда дядя, который готовился к атаке со стороны князя Антиохии Боэмунда I, укрепил город Диррахий, назначив после этого своего племянника дуксом одноимённой фемы. Известно, что до Алексея эту должность занимал его старший брат Иоанн. Пост этот был крайне почётным, поскольку Диррахий являлся «воротами» в Албанию и в сердце империи. Именно через него можно было добраться до Греции из Италии. Иоанн оказался снят с должности после поражения от далматов, так как доказал императору свою ненадёжность. И хотя одной из основных задач была по прежнему борьба с далматами, император внушал племяннику о необходимости следить за Адриатикой чтобы не допустить очередного нашествия норманнов.
В октябре 1107 года, подражая своему отцу Роберту Лису, Боэмунд I высадился с войском в Греции, в Авлоне. Анна Комнина описывает его флот как сильный и сообщает о том, что первой целью армии стал Эпидамн, он же Диррахий. Алексей немедленно передал информацию дяде. В ноябре 1107 года Боэмунд взял город в осаду, которая продолжалась вплоть до весны следующего года пока он выискивал уязвимые места в обороне. Переправившись, норманны сожгли корабли. Боэмунд взял Петрулу (между Диррахием и Эльбасаном) и крепость Милос и начал строить осадные машины для штурма города. Однако стойкие защитники уничтожали их греческим огнём. Анна отдельно восхваляет мужество жителей города и храбрость двоюродного брата, называя его при этом стратигом. Будучи отброшенными, франки соорудили огромную башню и направили на город. Однако воины Алексея вбили на её пути огромные брёвна, залезли наверх и скинули на атакующих греческий огонь. Башню объяло пламенем, и вскоре она сгорела, так и не доехав до стен.
Однако со временем положение защитников всё же ухудшилось, и император направил войска для занятия перевалов и окружения противника чтобы отрезать норманнов от припасов. Осаждающих стали терзать голод, болезни и дезертирство, и Боэмунд был вынужден отправить посла на переговоры. Посла от имени империи направил Алексей младший, передав ему следующее сообщение:

Ты знаешь, сколько раз я был обманут, доверившись твоим клятвам и речам. Если бы священной евангельской заповедью не предписывалось христианам прощать друг другу обиды, я бы не открыл свой слух для твоих речей. Однако лучше быть обманутым, нежели нанести оскорбление богу и преступить священные заповеди. Вот почему я не отклоняю твоей просьбы. Итак, если ты действительно желаешь мира и питаешь отвращение к глупому и бессмысленному делу, за которое принялся, и не хочешь больше радоваться виду христианской крови, пролитой не ради твоей родины, не ради самих христиан, а лишь ради твоей прихоти, то приходи ко мне вместе с теми, кого пожелаешь взять с собой, ведь расстояние между нами невелико. Совпадут наши желания или не совпадут, достигнем мы соглашения или нет, в любом случае ты вернешься, как говорится, в целости и сохранности в свой лагерь.
— Анна Комнина «Алексиада»
Боэмунд велел передать ему знатных заложников. Император направил неаполитанца Марина, франка Рожера и Константина Евфорвина с велением приказать Боэмунду лично явиться к самодержцу. После переговоров Боэмунд признал сюзеренитет императора Алексея и вывел войска из Греции. После этого события, случившегося в 1108 году, Алексей младший пропадает из источников. Хронист и антиохийский патриарх Феодор Вальсамон писал, что около 1130 года его жена обратилась за помощью к врачам, что сочли её болезнь неизлечимой. Тогда Зоя направилась к иностранным врачевателям, что оказались шарлатанами, которые заявили, что её болезнь вызвана магией и стали проклинать и обвинять слуг в этом. Последних допросили с пытками, однако результатов это не принесло, ибо обнаруженных у них кукол подбросили сами шарлатаны. Не в состоянии постоять за себя, они покинули дворец, а родственников Зои, что участвовали в тех событиях, позже судили по обвинению в вере в колдовство по приказу патриарха Льва. Из единственной погребальной поэмы известен некий «выдающийся военачальник» по имени Иоанн. Современный греческий историк Константин Варзос считает, что это сын пары.